# Oculobrium zimbabweensis
Oculobrium zimbabweensis là một loài bọ cánh cứng trong họ Cerambycidae.